# Haggefugg
Haggefugg ist eine 2015 gegründete deutsche Mittelalter-Rock-Band.

## Geschichte
Haggefugg wurde am 1. Januar 2015 von Yannick Delseit als Gregor Krähenkehle, David Haas als Dudel zu Lang, Martin als „Mandolin der Rote“, Tim Horschmann als „Bassbär“ und Fabian Linden als „Hauptmann Klopfer“ in Köln gegründet. Der Bandname stammt aus der Kreuzfahrerzeit und bedeutet „kampfuntauglich“. Bereits am 25. Februar 2015 stieß Henrik Maria Winterscheid als „Henry D’Humel“ offiziell zur Band hinzu. Nachdem sie in ihrem ersten Jahr auf dem „20 Wahre Jahre Festival“ von In Extremo spielen konnten, verließ Martin alias „Mandolin der Rote“ am 16. November 2015 Haggefugg. Mit Alexander Berghaus als „Martin Lauther“ wurde am 11. Dezember 2015 der neue Gitarrist vorgestellt. Am 19. Oktober 2016 kam eine Finanzierungskampagne bei Startnext für das Album Metgefühl zu einem erfolgreichen Abschluss. Das Album erschien am 12. November 2016. Nachdem am 11. Juni 2017 Linden Haggefugg aus persönlichen Gründen verließ, wurde am 18. Juli 2017 Carsten Röbkes als „Der Meticus“ als neuer Schlagzeuger vorgestellt. Die Band spielte 2017 auf dem Baltic Open Air und gewann den Bandwettbewerb „Local Heroes NRW 2017“. Am 29. April 2018 zog die Band in ihren neuen Proberaum in Köln-Braunsfeld. 2018 spielten Haggefugg auf dem Wacken Open Air. Das Crowd-Founding für das zweite Album Fass zum Teufel wurde am 12. September 2018 erfolgreich beendet, so dass die Veröffentlichung am 25. Januar 2019 stattfand. Nur zwei Tage vorher verließ Winterscheid aus persönlichen Gründen und in Freundschaft Haggefugg. Sein Nachfolger am Dudelsack wurde am 27. Juni 2019 Patrick Knobloch als „Fidus Pisack“, der zuvor bereits zehn Konzerte mit der Band gespielt hatte. Seit dem 9. Mai 2019 arbeitet Haggefugg mit dem Extratours Konzertbüro zusammen. 2019 war Haggefugg neben der eigenen „Tanz und Triebe“-Tour u. a. auf den Wacken Winter Nights, dem Sternenklang Festival, dem Feuertanz Festival und dem Feuertal Festival zu sehen. Bedingt durch die Covid-19-Pandemie spielte Haggefugg, wie die meisten anderen Bands auch, 2020 weder auf Festivals noch auf Konzerten. Auch das geplante fünfjährige Bandjubiläum mit Harpyie musste abgesagt werden. Die erzwungene Auszeit wurde jedoch kreativ genutzt: Ende März gab sich die Band ein neues Logo und im Oktober begannen sie mit der Aufnahme neuer Stücke. Am 8. Januar 2021 begann Haggefugg auf Twitch zu streamen, um während der Pandemie den Kontakt zu den Fans zu halten. Dort feierten sie dann auch am 30. Januar 2021 den Release der Jubiläumssingle Fünf folle Jahre im sechsten Jahr des Bestehens, gefolgt von den Singles Winternacht am 26. Februar 2021 und Magst du Mittelalter? am 1. April 2021. Die Premiere der Single Lasterkahn fand am 6. Mai 2021 via YouTube statt. Mit dem Rückgang der pandemiebedingten Einschränkungen gab es 2022 wieder mehr Konzerte und Festivals mit Beteiligung der Band. Als Highlights sind dabei das Wacken Open Air, das Summer Breeze und das Wave-Gotik-Treffen zu nennen. Ein am 8. Juni 2023 gestartetes Crowdfunding für das dritte Album Tanz und Gloria erreichte bereits nach fünf Tagen die benötigte Summe. Die erste Single Märchenwald erschien am 22. Dezember 2023, gefolgt von den Singles Kairos am 19. Januar 2024, Daheim am 2. Februar 2024 und Spieglein am 27. Februar 2024. Das Album erschien am 1. März 2024. Die zuvor erschienenen Singles Fünf folle Jahre, Winternacht und Lasterkahn sind darauf als Bonusmaterial enthalten und wurden dafür neu aufgenommen.

## Stil
Die von Haggefugg gespielte Musik wird dem Mittelalter-Rock zugeordnet. Die Texte schöpfen aus den Marktsprech-Klischees des Genres.
Das Gesamtkonzept wird als „[h]eiterer Mittelalter-Rock, angereichert mit charakteristischen Dudelsack-Einlagen“ beschrieben. Entsprechend stereotyp bleibt auch die Musik in einem Stil der als „solide Rockmusik mit eingängigen Melodien“ wahrgenommen wird. Als Vergleichsgröße wird insbesondere auf Saltatio Mortis verwiesen. In einer für das Genre typischen „Besetzung mit Dudelsäcken und Schalmei“ wird die Musik einer auf Alkoholkonsum und Absurdität ausgerichteten „klassischen Sparte der mittelalterlichen Rock-Musik“ zugeordnet. Auch Auftritte der Band waren in dieser animierenden Spielform des Mittelalter-Rock gehalten.

„Dieser Linie bleiben die Kölner auch mit der Setliste treu: Spätestens bei dem alten Spielmanns-Klassiker verfestigt sich der Eindruck: Mit ihrem Gute-Laune-Feier-Konzept passt HAGGEFUGG perfekt auf den Mittelalter-Markt, auf der Bühne in der Matrix haben sie es jedoch schwer.“

## Diskografie
Alben
- 2016: Metgefühl (Haggefugg GbR / Rockwerk Records)
- 2019: Fass zum Teufel (Haggefugg GbR / recordJet)
- 2024: Tanz und Gloria (Haggefugg GbR / recordJet)

Singles
- 2015: Trinkt aus! (Haggefugg GbR / Rockwerk Records)
- 2021: Fünf folle Jahre (Haggefugg GbR / recordJet)
- 2021: Winternacht (Haggefugg GbR / recordJet)
- 2021: Magst du Mittelalter? (Haggefugg GbR / recordJet)
- 2021: Lasterkahn (Haggefugg GbR / recordJet)
- 2023: Märchenwald (Haggefugg GbR / recordJet)
- 2024: Kairos (Haggefugg GbR / recordJet)
- 2024: Daheim (Haggefugg GbR / recordJet)
- 2024: Spieglein (Haggefugg GbR / recordJet)

 Kompilationsbeiträge
- 2016: Mummenschanz Compilation Vol. 3 mit Trinkt aus!
- 2019: Sonic Seducer 03/19 mit Brennende Welt

Musikvideos
- 2016: Met, Wirt, Bestellt!
- 2017: Met, Wirt, Bestellt! (Accoustic)
- 2019: Katzenjammer
- 2020: Brennende Welt (Quarantäne Edition)
- 2021: Fünf folle Jahre
- 2021: Winternacht
- 2021: Magst du Mittelalter?
- 2021: Lasterkahn
- 2023: Märchenwald
- 2024: Kairos
- 2024: Daheim
- 2024: Spieglein
- 2024: Totentanz
- 2024: Böses Spiel

## Auftritte
Haggefugg trat seit dem Jahr 2015 kontinuierlich auf. Darunter Tourneen als Vorband, Auftritte auf Mittelaltermärkten und Festivals sowie Konzerte als Hauptattraktion. Unterbrochen wurde die Live-Aktivität durch die COVID-19-Pandemie.
Tanz und Triebe
Tournee im Jahr 2019 im Vorprogramm von Vogelfrey mit Storm Seeker.
| Datum      | Stadt     | Veranstaltungsort            |
| ---------- | --------- | ---------------------------- |
| 25.01.2019 | Köln      | MTC Cologne                  |
| 08.02.2019 | Berlin    | Nuke Club                    |
| 09.02.2019 | Göttingen | Mittelaltermensa             |
| 15.02.2019 | Hannover  | Subkultur                    |
| 08.03.2019 | Bochum    | Matrix                       |
| 09.03.2019 | Lübeck    | Riders Cafe & Riders Classic |
| 15.03.2019 | München   | Backstage                    |
| 16.03.2019 | Leipzig   | Hellraiser                   |

Wir sind eins
Tournee im Jahr 2024 im Vorprogramm von Rauhbein.
| Datum      | Stadt           | Veranstaltungsort |
| ---------- | --------------- | ----------------- |
| 14.03.2024 | Aschaffenburg   | Colos-Saal        |
| 15.03.2024 | Münster         | Sputnikhalle      |
| 16.03.2024 | Köln            | Luxor             |
| 20.03.2024 | Hannover        | Musikzentrum      |
| 21.03.2024 | Dresden         | Club Puschkin     |
| 23.03.2024 | Rostock         | M.A.U. Club       |
| 02.04.2024 | München         | Backstage         |
| 03.04.2024 | Nürnberg        | Hirsch            |
| 04.04.2024 | Stuttgart       | Im Wizemann       |
| 05.04.2024 | Ulm             | Roxy              |
| 10.04.2024 | Erfurt          | From Hell         |
| 11.04.2024 | Oberhausen      | Kulttempel        |
| 12.04.2024 | Hamburg         | Logo              |
| 18.04.2024 | Bremen          | Tower             |
| 19.04.2024 | Magdeburg       | Factory           |
| 20.04.2024 | Flensburg       | Roxy              |
| 25.04.2024 | Leipzig         | Moritzbastei      |
| 26.04.2024 | Berlin          | Lido              |
| 03.05.2024 | Solothurn (CH)  | Kofmehl           |
| 04.05.2024 | Winterthur (CH) | Gaswerk           |

Sonstige Auftritte
| Datum      | Stadt                | Veranstaltungsort            | Veranstaltung oder Tournee                  |
| ---------- | -------------------- | ---------------------------- | ------------------------------------------- |
| 31.01.2015 | Köln                 | MTC Cologne                  | Folknacht Vol. I                            |
| 24.03.2015 | Bonn                 | Klangstation                 | Toys 2 Masters Hinrunde                     |
| 24.04.2015 | Hürth                | Bürgerhaus Hürth             | Rock am Teich – Vorentscheid A              |
| 20.05.2015 | Bonn                 | Klangstation                 | Toys 2 Masters Rückrunde                    |
| 15.08.2015 | Hürth                | Bürgerhaus Hürth             | Rock am Teich                               |
| 03.09.2015 | Sankt Goarshausen    | Loreley Freilichtbühne       | In Extremo – 20 Wahre Jahre Festival        |
| 11.09.2015 | Siegburg             | Kubana Live Club             | Toys 2 Masters Viertelfinale                |
| 26.09.2015 | Köln                 | MTC Cologne                  | Folknacht Vol. II                           |
| 30.10.2015 | Hamburg              | Bambi galore                 | Taverna Cerritus                            |
| 07.11.2015 | Köln                 | Live Music Hall              | Support für Russkaja                        |
| 21.11.2015 | Köln                 | Kastanienweg                 | Rock in Church                              |
| 20.02.2016 | Witten               | Famous                       | Gothic Night VI                             |
| 02.04.2016 | Köln                 | Bürgerzentrum Engelshof      | Metal Invasion 2016                         |
| 22.04.2016 | Neuss                | Haus der Jugend              | Support für Stormseeker                     |
| 14.05.2016 | Euskirchen           | Altes Casino                 | BlattTurbo Escalates Festival               |
| 21.05.2016 | Essen                | GroundZero                   | Metalmai                                    |
| 08.07.2016 | Köln                 | MTC Cologne                  | Support für Reliquiae und Metusa            |
| 28.10.2016 | Siegen               | KultKaff                     | mit Intovoid                                |
| 12.11.2016 | Köln                 | MTC Cologne                  | Folknacht Vol. III                          |
| 19.11.2016 | Hamburg              | Bambi galore                 | Taverna Cerritus                            |
| 23.12.2016 | Dortmund             | Fredenbaumpark               | Phantastischer Lichter Weihnachtsmarkt      |
| 20.01.2017 | Troisdorf            | Jugendzentrum Bauhaus        | Bauhaus LIVE                                |
| 10.02.2017 | Nürnberg             | Der Cult                     | mit Trollfaust und Vera Lux                 |
| 25.03.2017 | Bochum               | Matrix                       | Support für Krayenzeit                      |
| 22.04.2017 | Bad Honnef           | Saal Kaiser                  | Rock op Selef                               |
| 06.05.2017 | Köln                 | Club Glashütte               | Enter the Stage 1                           |
| 04.06.2017 | Lahnstein            | Kulturscheune Lahnstein      | Bergfest                                    |
| 10.06.2017 | Minden               | Festung Minden               | Pipes & Rock                                |
| 30.06.2017 | Brande-Hörnerkirchen | Festivalgelände              | Hörnerfest 2017                             |
| 21.07.2017 | Greifenstein         | Burg Greifenstein            | 11. Celtic Rock Open Air                    |
| 24.08.2017 | Selk                 | Festivalgelände              | Baltic Open Air                             |
| 07.10.2017 | Köln                 | Club Glashütte               | Enter the Stage Final                       |
| 20.10.2017 | Erfurt               | Club from Hell               | mit Feuerdorn                               |
| 21.10.2017 | Oldenburg            | Freizeitstätte Bürgerfeld    | Herbststurm Festival 2017                   |
| 17.11.2017 | Siegen               | KultKaff                     | Rock of Ages                                |
| 29.12.2017 | Köln                 | MTC Cologne                  | Folknacht Vol. IV                           |
| 27.01.2018 | Wuppertal            | Underground                  | Support für Mythemia                        |
| 14.04.2018 | Mönchengladbach      | Kultube                      | 5 Jahre Vollbard                            |
| 05.07.2018 | Siegen               | KultKaff                     | Sommerfest Universität Siegen               |
| 01.08.2018 | Wacken               | Festivalgelände              | Wacken Open Air 2018                        |
| 12.10.2018 | Oberhausen           | Helvete Club                 | Local Heroes NRW – Landesfinale 2018        |
| 23.02.2019 | Wacken               | Festivalgelände              | Wacken Winter Nights                        |
| 05.04.2019 | Oberhausen           | Emscherdamm                  | Mead & Greed Festival 2019                  |
| 28.06.2019 | Beichlingen          | Niederburg (Kranichfeld)     | Sternenklang Festival                       |
| 29.06.2019 | Abenberg             | Burg Abenberg                | Feuertanz Festival                          |
| 20.07.2019 | Flörsheim am Main    | Main-Auen                    | Flörsheimer Open Air                        |
| 16.08.2019 | Köln                 | MTC Cologne                  | Metsommernacht 2019 mit Tales of Ratatösk   |
| 31.08.2019 | Wuppertal            | Waldbühne Hardt              | 16. Feuertal Festival                       |
| 14.09.2019 | Luhmühlen            | Turniergelände Luhmühlen     | Mittelalterlich Phantasie Spectaculum       |
| 16.11.2019 | Hamburg              | Indra Club 64                | Festum Varietatis Vol. II                   |
| 23.11.2019 | Herne                | Rockbüro Herne               | mit Baumbart und Storm Seeker               |
| 28.12.2019 | Mannheim             | MS Connexion Complex         | Wir, Ihr, Rock’n Folk 2019 mit Krayenzeit   |
| 18.06.2021 | Leipzig              | Moritzbastei                 | Sternenklang Festival                       |
| 17.07.2021 | Holzappel            | Herthasee                    | Mahlstrom Open Air                          |
| 28.08.2021 | Schiffweiler         | Grube Reden                  | FaRK Concerts                               |
| 03.10.2021 | Merseburg            | Schlossgarten                | Merseburger Mittelalterspektakel            |
| 16.04.2022 | Osnabrück            | Lagerhalle                   | 10 Jahre Reliquiae                          |
| 27.05.2022 | Parsberg             | Burg Parsberg                | Spectaculum Nordgavia                       |
| 06.06.2022 | Leipzig              | Torhaus Dölitz               | Wave-Gotik-Treffen                          |
| 25.06.2022 | Brande-Hörnerkirchen | Schierenhöh                  | Hörnerfest                                  |
| 23.07.2022 | Gerolstein           | Eifelkaserne                 | Tanz auf windiger Höhe                      |
| 04.08.2022 | Wacken               | Festivalgelände              | Wacken Open Air 2022                        |
| 18.08.2022 | Dinkelsbühl          | Festivalgelände              | Summer Breeze 2022                          |
| 20.08.2022 | Niese                | Fußballplatz Niese           | Rock am Köterberg 2022                      |
| 03.09.2022 | Pößneck              | Marktplatz                   | Stadtfest Pößneck                           |
| 10.12.2022 | Dortmund             | Fredenbaumpark               | Phantastischer Lichter Weihnachtsmarkt 2022 |
| 10.02.2023 | Peine                | Historischer Marktplatz      | Winterzauber Peine 2023                     |
| 04.03.2023 | Wacken               | Landgasthof Wacken           | Wacken Winter Nights Spectaculum            |
| 09.06.2023 | Merseburg            | Schlossgarten                | Merseburger Schlossfestspiele 2023          |
| 10.06.2023 | Roggenburg           | Roggenburg                   | Spektakulum zu Roggenburg 2023              |
| 24.06.2023 | Gerolstein           | Eifelkaserne                 | Tanz auf windiger Höhe                      |
| 14.07.2023 | Greifenstein         | Burg Greifenstein            | 15. Celtic Rock Open Air                    |
| 25.08.2023 | Obrigheim (Pfalz)    | Festivalgelände              | 40 Jahre Rock im Hinterland                 |
| 26.08.2023 | Wuppertal            | Waldbühne Hardt              | 18. Feuertal Festival                       |
| 29.12.2023 | Runkel               | Stadthalle                   | No Sleep After X-Mas Festival               |
| 02.03.2024 | Köln                 | MTC Cologne                  | Tanz und Gloria Releasekonzert              |
| 30.04.2024 | Satzvey              | Burg Satzvey                 | Hexennacht                                  |
| 14.06.2024 | Merseburg            | Schlossgarten                | Merseburger Schlossfestspiele 2024          |
| 22.06.2024 | Abenberg             | Burg Abenberg                | Feuertanz Festival                          |
| 03.08.2024 | Cottbus              | Spreeauenpark                | Elbenwald Festival                          |
| 17.08.2024 | Bundenbach           | Altburg (Burg)               | Altburgfestival                             |
| 14.09.2024 | Chemnitz             | Wasserschloss                | Klaffenbach Open Air                        |
| 14.12.2024 | Neumünster           | Holstenhallen                | Walhalla Festival der Helden                |
| 07.06.2025 | Kranichfeld          | Niederburg Kranichfeld       | Sternenklang Festival                       |
| 09.06.2025 | Leipzig              | Torhaus Dölitz               | Wave-Gotik-Treffen                          |
| 21.06.2025 | Windeck              | Festivalgelände              | Kärbholz-Heimspiel                          |
| 25.07.2025 | Jessen (Elster)      | Sportplatz Battin            | Helheim Open-Air                            |
| 17.08.2025 | Saarbrücken          | Deutsch-Französischer Garten | Phantasie & Mittelaltertage Saarbrücken     |